# Острово (Грчка)
Острово (грч. Άρνισσα, Арниса) је насељено место у општини Воден у периферији Средишња Македонија, Грчка. Према попису из 2021. године било је 1.242 становника. Налази се на самој обали Островског језера.
Према бугарском географу и историчару, Василу Канчову, у Острову је 1900. године живело 750 Словена хришћана и 450 Турака. Некада је Острово било словенско насеље, али су се временом населиле и турске породице. Године 1924. турско становништво је принудно исељено у Турску а ан њихово место су насељене грчке избегличке породице из Турске, укупно 305 особа. На попису из 1940. године Острово је имало 1.669 становника, од чега су две трећине Словени а једна трећина Грци.